# Мукачівські єпархи
Мукачівські єпархи — єпископи та настоятелі (управителі) Мукачівської єпархії.
В «Історії карпатських русинів» подається список єпископів Мукачівської єпархії від Луки — до Василя Поповича та згадка про останніх православних єпископів Марамороша Йосифа Стойку і Досифея Теодоровича.

### Єпархи, відомі з часу заснування єпархії
- Лука-пресвітер — 1445—1490 р.,
- Іоан — 1491— р.,
- Владислав — 1551—1561 р.,
- Василь III (арданівський) 1597 р.-?, (єпископ, який був поінформований про події в Бересті — унію 1596 р.)
- Іларіон — 1561—1606 р.,
- Сергій — 1606—1618 р.,
- Євфімій — 1618—1620 р.,
- Петроній — 1620—1627 р.,
- Іоан Григорович 1627—1635 р.,
- Парфірій Ардан і Софроній Юско — 1640—1642 р.,

### Від прийняття єдності з Апостольським Престолом у Римі
- Василь Тарасович — єпископ Мукачівської єпархії з 1634 року; єпископ Мукачівський і Марамороський станом на час укладення 24 квітня 1646 року Ужгородської унії священиками без участі його як єпископа, і до † 1651 р.
- Партеній Петрович — перший унійний єпископ Мукачева (1651—1665)
- Іоаникій Зейкан — 1666—1670 р.,
- Іоан-Йосиф Волошиновський — 1670—1680 р.,
- Амфілохій Малчовський — 1676— р.,
- Феофан Маврокардоті — 1677— р.,
- Парфірій Кульчинський — 1680— р.,
- Іоан-Ієронім Липницький — 1681—1690 р.,
- Михаїл Сербин — 1685— р.,
- Димитрій Монастеллі (Dymytrii Monastelli) (1685—1688)
- * Рафаїл Ангело (адміністратор) — 1686— р.,
- Мефодій Раковецький (Mefodii Rakovets'kyi) (1687—1689)

### Як апостольські, тобто папські, вікарії, а згодом у підпорядкуванні римо-католицькому єпископу в Ягрі
- Йоан-Йосип де Камеліс (1690—1706)
- * Юрій (Винницький) (7 квітня 1707 року папа Климент XI призначив Перемиського єпископа Юрія Винницького апостольським адміністратором Мукачівської єпархії)
- Йосип Годермарський (1707—1716)
- Георгій-Геннадій (Юрій) Бізанцій (1716—1733)
- Сімеон-Стефан Ольшавський (1733—1738)
- Юрій Гаврило Блажовський (1738—1742)
- Мануїл (Михайло) Ольшавський (1742—1767)
- Іоан Брадач (*14 лютого 1732 — 4 липня 1772) (11 травня 1768 — 4 липня 1772)

### Перші кроки незалежності єпархії (патронат угорського римо-католицького Остригомського архієпископа)
1764 року Єпархіальний синод у Мукачевому постановив «раз і назавжди розірвати свою залежність від Ягерського єпископа».
19 вересня 1771 року Папа Климент XIV буллою «Eximie Regalium Principium» вивів Мукачівську єпархію з безпосереднього підпорядкування римо-католицького єпископа в Ягрі, наділивши наглядовими функціями над нею угорського римо-католицького Остригомського архієпископа.
- Андрій Бачинський (*1732 — †1809) (1773—1809) перший незалежний від Ягерського єпископства з часу укладення 24 квітня 1646 року Ужгородської унії єпископ Мукачева.
- Олексій Повчій (28 липня 1817 — 11 липня 1831)
- ***** Іван Чургович канонік, управляв Мукачівською греко-католицькою єпархією як капітульний вікарій з липня 1831 року до висвячення на єпископа в 1837(8) році Василя Поповича
- Попович Василь Юрійович (*1796 — †1864) (1837—1864)
- Степан Панкович(*1820 — †1874) (22 лютого 1867—1874)
- Іоанн Пастелій (*1826 — 1891) (12 березня 1875—1891)
- Юлій Фірцак (17 грудня 1891 — 2 червня 1912)
- Антоній Папп (2 червня 1912 — 14 липня 1924)
- Петро Гебей (*1864 — †1931) (16 липня 1924 — 26 квітня 1931)

### З часу отримання статусу «sui juris» («Церква свого права»)
2 вересня 1937 року Ватикан остаточно звільнив Пряшівську та Мукачівську єпархії від підпорядкування угорському Остригомському архієпископу, надавши їм статус «sui juris».
- Олександр Стойка (3 травня 1932 — 31 травня 1943)
- Діонісій Няраді з 29.11.1939 по 16.03.1939 р. тимчасово призначений Апостольським адміністратором для 280 парафій МГКЄ на землях, що увійшли до складу тодішньої Чехо-Словацької Республіки та Підкарпатської Русі.
- Міклош Дудаш (ЧСВВ) єпископ-ординарій Гайдудорозької єпархії тимчасово призначений апостольським адміністратором єпархії від 11 грудня 1943, але перебуваючи в м. Ніредьгаза не міг адмініструвати Мукачівську єпархію через політичну ситуацію, тому з вересня 1944 року справами повністю займався єпископ Теодор (Ромжа). Офіційно звільнений від обов'язків 09 лютого 1946.
- Теодор Ромжа (8 вересня 1944 — 1 листопада 1947) — У червні 2001 Папа Римський Іван-Павло II під час свого візиту в Україну зарахував Теодора Ромжу до лику блаженних. У Мукачівській греко-католицькій єпархії діє Ужгородська греко-католицька богословська академія імені Теодора Ромжі.
- ***** Микола Мурані капітулярний вікарій, керував єпархією за часів підпілля (до 1979).
- ***** Олександр Ільницький капітулярний вікарій, (Апостольський протонотаріус, протоієрей Капітулу Мукачівської Греко-Католицької єпархії).
- * Петро Орос (*14 липня 1917 — † 27 серпня 1953) за свідченням о. Стефана Бендаса 19 грудня 1944 р. Петро Павло Орос таємно висвячений владикою Теодором Ромжею на єпископа
- * Олександр (Хіра) (* 17 січня 1897, — † 26 травня 1983) 19 грудня 1944 (1945) таємно хіротонізований владикою Теодором (Ромжею).
- Іоанн Семедій (єпископська хіротонія 24 серпня 1978) (26 травня 1983 — 12 листопада 2002)
- * Іван (Маргітич) (*4 лютого 1921 — 7 вересня 2003) (помічний єпископ-синкел) 10 вересня 1987 року висвячений владикою Софроном Дмитерком на єпископа Мукачівської греко-католицької єпархії. Папа Іван Павло II своєю буллою від 5 січня 1991 року призначив Івану Маргітичу титулярну єпископську столицю Скопеленську в Емімонті та іменував єпископом-помічником Владики Івана (Семедія).
- * Юрій Джуджар з 2001 року до 2003 року помічний єпископ Мукачівської єпархії, з 28.08.2003 р. титулярний єпископ Аркассуса, в теперішній час Апостольський Екзарх для греко-католиків Сербії та Чорногорії.
- Мілан Шашік (12 листопада 2002 — 14 липня 2020 року)
- Ніл (Лущак) (20 липня 2020 — 16 липня 2024)
- Теодор Мацапула (з 16 липня 2024)